# Abdulah Ibn Husein
Kralj Abdulah Ibn Husein poznat i kao Abdulah I.,  (Meka, veljača 1882. — Jeruzalem, 20. srpnja 1951.) bio je emir Transjordana od 1921. i kralj Jordana od 1946. do svoje smrti 1951. 
Abdulah je pripadao hašemitskoj dinastiji i bio je sin kralja Huseina ibn Alija koji je vladao Kraljevstvom Hijaz u Meki. Surađivao je s Lawrencom od Arabije tijekom arapske pobune tijekom Prvog svjetskog rata.
Imenovan je 21. travnja 1921. za emira Transjordana, pod britanskim pokroviteljstvom. Postaje kralj Transjordana 1946., koji mijenja ime u Hašemitska kraljevina Jordan poslije Arapsko-izraelskog rata 1948.
Zajedno sa svojim unukom Husseinom otputovao je 20. srpnja 1951. na molitvu petkom u džamiju Al-Aksu u Jeruzalemu, kada je izvršen atentat na njega i njegovog unuka. Kralj Abdulah je na licu mjesta podlegao ranama dok je Hussein preživio jer se metak odbio od medaljona kojeg mu je djed poklonio. 
Osam osoba je uhićeno za ubojstvo, a četiri su osuđene na smrt. Dvoje glavno osumnjičenih, Musa Husain i pukovnik Abdallah Tell, prije toga vojni guverner Jeruzalema, uspjeli su pobjeći u Egipat.
Naslijedio ga je najstariji sin Talal bin Abdullah.